# 亚武山
亚武山，位于河南省灵宝市境内，属于小秦岭山脉。亚武山风景区现为国家级森林公园。亚武山山峰林立，海拔1,200米的山峰就有20多座。最高峰海拔2413.8米。
传说中，真武大帝曾经在此修炼，因此是黄河中游的道教圣地。据阌乡县县志记载：“泔涧峪正峰为亚武山，壁立峭拔，挽铁索而上，大类太华，相传真武先居于此，因亚于武当而得名”。